# Nasreddin hodja

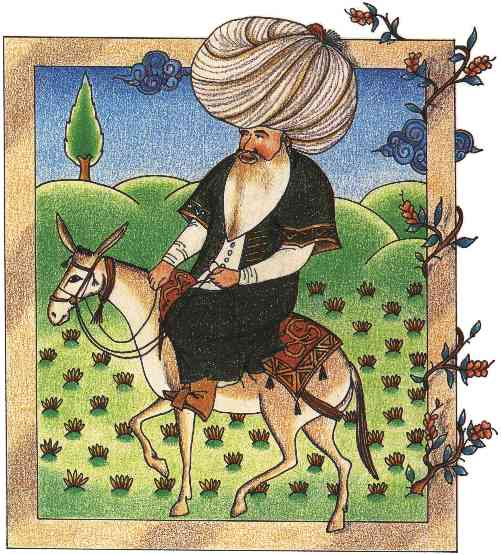
Nasreddin hodja på sin karakteristiska åsna.

Nasreddin hodja (alternativt hodscha, turkiska hoca) är en skämtfigur i den turkiska folklitteraturen, ofta placerad i Timur Lenks miljö runt år 1400. En mängd anekdoter, fabler och lustiga berättelser handlar om honom; till största delen är de turkiska, men somliga är hämtade utifrån.
I dag berättas historierna om honom i hela Främre Orienten.

## Historik och karaktär
Nasreddin hodja kan möjligen ursprungligen ha varit en historisk figur. Han uppges ha varit skolmästare (hodja) och bydomare i Akşehir i Anatolien på Timur Lenks tid, omkring år 1400 alternativt i mitten av 1200-talet.
I de många folkliga berättelserna om Nasreddin framträder han som en fattig och tålmodig person, men också snar till fyndigheter. Han ska ha fungerat som narr och sanningssägare hos sin tids storman Timur Lenk. Nasreddin har i den islamiska berättartraditionen blivit synonymt med en dåres vishet.
De olika anekdoterna har i första hand spritts via muntlig tradering, men även via skrivna texter, och de har gett upphov till en mängd lokala uttryck och ordspråk. De kännetecknas av sin visdom, vitsiga karaktär, med inslag av absurditeter och överraskande vändningar. Anekdoterna är både sedelärande instruktioner och med underhållande inslag, och de kan användas för som del av en konversation, förklara en situation, förstärka ens argumentation eller försöka övertyga motparten om sin åsikt. Nasreddins roll kan jämföras med rävens i europeisk fabeltradition, med den västafrikanska Anansi eller med andra typer av tricksters.
Kunskapen om Nasreddin och berättelserna omkring honom har spritts vidare via insatser av olika kommuner, universitet och lokala föreningar. På lokal, nationell och internationell nivå har arrangerats olika festivaler och liknande aktiviteter.

### Översättningar
Historierna om Nasreddin räknas som gemensamt kulturarv för ett antal central- och västasiatiska länder – nästan med olika turkiska språk som gemensam nämnare. Dessa inkluderar Azerbajdzjan, Kazakstan, Kirgizistan, Tadzjikistan, Turkiet, Turkmenistan och Uzbekistan. I den iranska kultursfären är han känd som mulla Nasrudin.
Berättelserna om Nasreddin har senare överförts till arabiska, och Nasreddin har sammansmält med den motsvarande arabiska figuren Djuha.
Historierna om Nasreddin har även spritts i tryckt form, i översättning till olika europeiska språk. På svenska har flera verk med historier om Nasreddin utkommit, bland annat en sammanställning av Gustaf Noring (Ali Nouri), en av Fredrik Böök och en av Idries Shah i översättning av Claes Hylinger.
Den ryske författaren Leonid Solovjev har skrivit en roman i två delar om Nasreddin som är översatt till svenska med titeln Skälmen från Bokhara. I belgiska Schaerbeek, "åsnornas stad" finns en staty över Nasreddin, med skolmästaren vänd åt fel håll. Året 1996/1997 utnämndes av Unesco till det internationella Nasreddin-året.